# Bing & Grøndahl - Skibsplatter
Porcelænsvirksomheden Bing & Grøndahl udgave i en perode fra starte af 1970'erne og nogle årtier frem flere serier af platter med danske og udenlandske skibe. 

## Skibsplatter - Danmark
Denne serie, der er kendt som "Skibsplatter" fra Bing & Grøndahl, udkom en gang om året.
| Diameter    | 18 cm                                                                  |
| Farve       | Blå med sort stregtegning                                              |
| Platte type | 619                                                                    |
| Andet       | På plattens bagside kunne man læse lidt on det enkelte skibs historie. |

Den danske serie af skibsplatterne bestod af følgende platter: 
| År   | Platte                                                           | B&G nr. |
| ---- | ---------------------------------------------------------------- | ------- |
| 1971 | Skibsplatte nr. 01 - Skoleskibet Georg Stage - 1882-1934         |         |
| 1972 | Skibsplatte nr. 02 - Skoleskibet Georg Stage - 1934              |         |
| 1973 | Skibsplatte nr. 03 - Skoleskibet Danmark - 1933-1973             |         |
| 1974 | Skibsplatte nr. 04 - Skoleskibet Lilla Dan - 1951-1974           |         |
| 1975 | Skibsplatte nr. 05 - Skoleskibet Viking - 1906-1975              |         |
| 1976 | Skibsplatte nr. 06 - Skoleskibet København - 1921-1928           |         |
| 1977 | Skibsplatte nr. 07 - Dampskonnerten Hans Egede - 1905-1942       |         |
| 1978 | Skibsplatte nr. 08 - Udvandrerskibet SS "Thingvalla" - 1875-1900 |         |
| 1979 | Skibsplatte nr. 09 - Fregatten Jylland - 1860-1908               |         |
| 1980 | Skibsplatte nr. 10 - Skonnerten Morten Jensen - 1913-1932        |         |
| 1981 | Skibsplatte nr. 11 - Briggen Tjalfe - 1853-1950                  |         |
| 1982 | Skibsplatte nr. 12 - Hjuldampskibet Riberhuus - 1875-1920        |         |
| 1983 | Skibsplatte nr. 13 - Topsejsskonnerten Mercantic II - 1942-1983  |         |
| 1984 | Skibsplatte nr. 14 - Dampskibet Frederik VIII - 1913-1936        |         |
| 1985 | Skibsplatte nr. 15 - Motorskibet Hans Hedtoft - 1959-1960        |         |
| 1986 | Skibsplatte nr. 16 - Korvetten Galathea - 1832-1862              |         |
| 1987 | Skibsplatte nr. 17 - Motorfyrskibet Nr. II - 1916-1977           |         |
| 1988 | Skibsplatte nr. 18 - Dieselmotorskibet Selandia - 1912-1941      |         |
| 1989 | Skibsplatte nr. 19 - Skonnerten Sværdfisken - 1920-1971          |         |
| 1990 | Skibsplatte nr. 20 - Fuldrigger Valkyrien - 1882 - 1923          |         |

Fra 1991 overgik serien til at blive udgivet af: I. Midtgaard Art Wares
| År   | Platte                                                                | B&G nr. |
| ---- | --------------------------------------------------------------------- | ------- |
| 1991 | Skibsplatte nr. 21 - Fragtdamper Anglo Dane - 1866-1917               |         |
| 1992 | Skibsplatte nr. 22 - Sletskonnert Fulton - 1915-1992                  |         |
| 1993 | Skibsplatte nr. 23 - Motorskibet Dronning Alexandrine - 1927-1865     |         |
| 1994 | Skibsplatte nr. 24 - Skoleskibet Fanø                                 |         |
| 1995 | Skibsplatte nr. 25 - Skoleskibet Turø                                 |         |
| 1996 | Skibsplatte nr. 26 - Skoleskibet Ørnen - 1880-1908                    |         |
| 1997 | Skibsplatte nr. 27 - Slettopskonnert Gertrud Rask - 1923-1942         |         |
| 1998 | Skibsplatte nr. 28 - Hospitalsskib Jutlandia - 1934-1965              |         |
| 1999 | Skibsplatte nr. 29 - Linieskib Gertrude Mærsk - 1930-1964             |         |
| 2000 | Skibsplatte nr. 30 - Bark Prins Valdemar - 1891-1952                  |         |
| 2001 | Skibsplatte nr. 31 - Skoleskibet Rømø - 1939-1965                     |         |
| 2002 | Skibsplatte nr. 32 - Dampskib Skjelskør - 1915                        |         |
| 2003 | Skibsplatte nr. 33 - Bark Prinsesse Marie - 1893-1910                 |         |
| 2004 | Skibsplatte nr. 34 - Brig Hvalfisken - 1801 - 1949                    |         |
| 2005 | Skibsplatte nr. 35 - Barkentine Gustav Holm - 1893 - 1958             |         |
| 2006 | Skibsplatte nr. 36 - Sletsonnert Fylla - 1922                         |         |
| 2007 | Skibsplatte nr. 37 - Klipper skibet Cimber - 1856                     |         |
| 2008 | Skibsplatte nr. 38 - Barkentine Ragnhild - 1894 - 1917                |         |
| 2009 | Skibsplatte nr. 39 - Jagtbygget Barkentine Jørgen Olsen - 1887 - 1917 |         |
| 2010 | Skibsplatte nr. 40 - Kongeskibet Dannebrog - 1931                     |         |

## Skibsplatter - Sverige
Bing & Grøndahl har desuden udgivet en tilsvarende serie med svenske skibe - data filføjes senere .
| Diameter    | 18 cm                                                                  |
| Farve       | Blå med sort stregtegning                                              |
| Platte type | 619                                                                    |
| Andet       | På plattens bagside kunne man læse lidt on det enkelte skibs historie. |

Serien bestod af følgende platter: 
| År   | platte                                                      | B&G nr. |
| ---- | ----------------------------------------------------------- | ------- |
| 1980 | Svensk Skibsplatte - ????                                   | ????    |
| 1981 | Svensk Skibsplatte - Skolskeppet Sunbeam - 1946-1952        | 8616    |
| 1982 | Svensk Skibsplatte - Skolskeppet C. B. Pedersen - 1891-1937 | 8625    |
| 1982 | Svensk Skibsplatte - Skolskeppet Gladan - 1947-1982         | 8618    |
| 1983 | Svensk Skibsplatte - ????                                   | ????    |
| 1984 | Svensk Skibsplatte - ????                                   | ????    |
| 1985 | Svensk Skibsplatte - ????                                   | ????    |
| 1986 | Svensk Skibsplatte - ????                                   | ????    |
| 1987 | Svensk Skibsplatte - Barkskeppet Henriette - 1893 - 1919    | 12215   |
| 1988 | Svensk Skibsplatte - ????                                   | ????    |

## Marineforeningen
Sammen med Marineforeningen udgave Bing & Grøndahl en serie er platter med skibe fra den danske flåde.
| Diameter    | 18 cm                                                                  |
| Farve       | Blå med sort stregtegning                                              |
| Platte type | 619                                                                    |
| Andet       | På plattens bagside kunne man læse lidt on det enkelte skibs historie. |

Serien bestod af følgende platter: 
| År   | Platte                                                  | B&G nr. |
| ---- | ------------------------------------------------------- | ------- |
| 1977 | Marineforeningen - 1977 - Kongeskibet Dannebrog         | 8528    |
| 1978 | Marineforeningen - 1978 - Fregatten Herluf Trolle       | 8556    |
| 1979 | Marineforeningen - 1979 - Torpedobåden Willemoes        | 8579    |
| 1980 | Marineforeningen - 1980 - Fregatten Niels Juel          | 8645    |
| 1981 | Marineforeningen - 1981 - Minelæggeren Falster          | 8677    |
| 1982 | Marineforeningen - 1982 - Minestrygereen Ulvsund        | 12037   |
| 1983 | Marineforeningen - 1983 - Inspektionsskibet Hvidbjørnen | 12090   |
| 1984 | Marineforeningen - 1984 - Undervandsbåden Spækhuggeren  | 12111   |
| 1985 | Marineforeningen - 1985 - Bevogtningsfartøjet Daphne    | 12137   |
| 1987 | Marineforeningen - 1987 - Standard Flex Flyvefisken     | 12717   |
| ???? | Marineforeningen - Sejlskoleskibet Svanen - 12717       | 12717   |

## [2]Windjammer platter
Windjammer serien fra Bing & Grøndahl var en mere eksklusiv serie af skibsplatter med skoleskibe fra forskellige lande.
| Diameter    | 27 cm                                                                  |
| Farve       | Hvid baggrund 22 farver og 24 karat guld anvendt til motiverne         |
| Platte type | ? Blondekant                                                           |
| Kustner     | James E. Mitchell                                                      |
| Andet       | På plattens bagside kunne man læse lidt on det enkelte skibs historie. |

Serien betod af følgende platter:
| År   | Platte                                                    | B&G nr. |
| ---- | --------------------------------------------------------- | ------- |
| ???? | Windjammer nr. 1 - Skoleskibet Danmark                    | ????    |
| ???? | Windjammer nr. 2 - Skoleskibet Eagle - USA                | ????    |
| 1981 | Windjammer nr. 3 - Skoleskib Gladan - Sverige             | ????    |
| 1981 | Windjammer nr. 4 - Skoleskib Gorch Fock - Tyskland        | ????    |
| 1982 | Windjammer nr. 5 - Skoleskibet Amerigo Vespucci - Italien | ????    |
| 1982 | Windjammer nr. 6 - Skoleskib Christian Radich - Norge     | ????    |

## Andre platter med skibsmotiver fra Bing & Grøndahl
Ud over ovenstående serier, så har Bing & Grøndahl også udgivet enkeltstående platter med skibe og skibe har også indgået som et blandt flere motiver i andre serier af platter. 
| År   | Platte                                     | Serie / Kommentar | B&G nr. |
| ---- | ------------------------------------------ | --- | ------- |
| 1982 | Danmark 50 Års Jubilæumsfad 1933-1983      | Produceret i anledning af 100 året for oprettelsen af Georg Stages Minde. Lyseblå - Håndmalet med guld og med guldkant |         |
| 1982 | Georg Stage 100 Års Jubilæumsfad 1882-1982 | Produceret i anledning af 100 året for oprettelsen af Georg Stages Minde. Lyseblå - Håndmalet med guld og med guldkant |         |
| 1982 | Georg Stage 100 Års Jubilæumsfad 1882-1982 | Produceret i anledning af 100 året for oprettelsen af Georg Stages Minde. Lysblå, med mørkeblåt motiv                  |         |
| 1983 | Jubilæumsfad 1983, Dannebrog               | Diameter: 27 cm - samme type som Windjammer og ligeledes flerfarvet                                                    |         |
|      | Korsør - Færge                             | Serie: Hvid 18 cm med guldkant                                                                                         | 3967    |
|      | Pinen & Plagen                             | Serie: Hvid 18 cm med guldkant - to færger                                                                             | 4082    |
|      | Svendborg ( Hjuldamperen Fritz Juel)       | Serie: Hvid 18 cm med guldkant                                                                                         | 4141    |
|      | Svendborg - Færge - Fritz Juel             | Serie: Hvid 18 cm med guldkant                                                                                         | 4143    |
|      | Aarhus - Kongeskibet i Aarhus havn         | Serie: Hvid 18 cm med guldkant                                                                                         | 4157    |